# ファシナシオン
ファシナシオンはシルク・ドゥ・ソレイユのサーカス演目であり、移動公演のひとつ。
1992年日本初公演のためにオリジナル製作され、日本・海外を含めこの公演しか行われていない。約3ヶ月間、全118回公演で計71万人動員した。なお、公演の主催はフジテレビジョンが、公演が行われた各地の (FNS) 系列局と共催する形で、また冠スポンサーは麒麟麦酒が、それぞれ担当。

## アリーナ公演
| 地域   | 会場                                  | 公演     | 日程 （1992年）                         | 主催                                                           |
| ------ | ------------------------------------- | -------- | --------------------------------------- | -------------------------------------------------------------- |
| 東京   | 国立代々木競技場第一体育館            | 全22公演 | 5月22日～27日 5月29日～6月3日           | フジテレビジョン                                               |
| 名古屋 | 名古屋市総合体育館 レインボーホール   | 全20公演 | 6月7日、8日 6月10日～15日 6月17日～21日 | 東海テレビ放送 中日新聞社（創立50周年記念事業） 東海ラジオ放送 |
| 広島   | 広島サンプラザ                        | 全17公演 | 6月26日～29日 7月1日～5日               | テレビ新広島                                                   |
| 大阪   | 大阪城ホール                          | 全12公演 | 7月14日～19日                           | 関西テレビ放送                                                 |
| 札幌   | 真駒内屋内競技場 真駒内アイスアリーナ | 全12公演 | 7月25日～27日 7月29日～8月2日           | 北海道文化放送（開局20周年記念事業）                           |
| 横浜   | 横浜アリーナ                          | 全17公演 | 8月7日～10日 8月12日～16日              | フジテレビジョン                                               |
| 仙台   | 仙台市体育館                          | 全10公演 | 8月19日～23日                           | 仙台放送                                                       |
| 北九州 | 北九州市立総合体育館                  | 全8公演  | 8月28日～31日                           | テレビ西日本 西日本新聞社 西日本リビング新聞社                 |

## キャスト
アーティスト67名。

## 演目
。
- Prologue　プロローグ
- Transformation　トランスフォーメーション
- Les Chaises チェアバランス(数人の男女の椅子を使ったバランス芸)
- en:contorsion コントーション(軟体芸)
- Fil De Fer　タイトロープ(綱渡り)
- Le Trapèze Solo ソロトラピス(エアリアル (サーカス))
- Les Planches Corèennes シーソーボード
- Le Main À Main ハンドバランス(下の男と上の女が手だけで支えるバランス芸)
- Le Trapèze Volant フライングトラピス(空中ブランコ)
- Homme Volant フライングマン(エアリアル）
- La Gymnastique Rythmique リズミックジム(アクロバット)
- Les Bicyclettes/Bicyclette Solo アクロバティック　バイシクル/ソロバイシクル(自転車芸)
- Charivari シャリバリ(フィナーレ)

## その他
- イメージソングとして、沖本姉妹（沖本富美代・美智代）が“Dio”（ディオ）名義で『FASCINATION』（ファッシネイション）を歌唱（作詞・及川眠子／作曲・羽田一郎／編曲・佐藤準）。同曲は1992年4月1日にポニーキャニオンからシングルリリースされた（品番：PCDA-00290）。
- 東京公演前の1992年5月15日にシルク・ドゥ・ソレイユが『森田一義アワー 笑っていいとも!』にゲスト出演。当時金曜日レギュラーだった明石家さんまは、シルクのメンバーに向かって「ホワッツ、ユアネーム?」（What's your name?）と言って笑わせていた。